# Hans Wehrli (Geologe)
Hans Wehrli (* 29. Juni 1902 in Winterthur; † 17. Januar 1978 in Greifswald) war ein schweizerisch-deutscher Geologe und Paläontologe. Er fungierte ab 1937 als Professor an der Universität Münster und ab 1954 an der Universität Greifswald, an der er zudem von 1956 bis 1967 das Geologisch-Paläontologische Institut leitete und von 1959 bis 1964 als Rektor tätig war.

## Leben
Hans Wehrli wurde 1902 in Winterthur geboren und studierte ab 1921 Geologie an den Universitäten Zürich, Göttingen, Würzburg, Wien sowie an der Universität Leipzig, an der er 1928 die Promotion erhielt. 1929 erlangte er die deutsche Staatsbürgerschaft. Ein Jahr danach wurde er an der Universität zu Köln habilitiert, an der er in der Folgezeit als Privatdozent wirkte und 1936 zum außerordentlichen Professor ernannt wurde. 1933 trat er der NSDAP und der SA bei. Im Jahr 1937 wechselte er als Professor und Kustos des Geologisch-Paläontologischen Instituts an die Universität Münster, an der er nach dem Zweiten Weltkrieg im Rahmen der Entnazifizierung 1946 entlassen wurde. In der Folgezeit führte er zeitweise Kartierungsarbeiten für die Akademie für Raumforschung und Landesplanung durch.
1951 erfolgte, ohne Lehrzulassung, seine Wiedereinstellung als Kustos in Münster. Im Januar 1954 erhielt Hans Wehrli einen Ruf auf eine Gastprofessur an der Universität Greifswald, an der er im September des gleichen Jahres Professor mit Lehrauftrag wurde. Nachdem er ein Jahr später in die Deutsche Demokratische Republik (DDR) übergesiedelt war, folgte 1957 die Ernennung zum ordentlichen Professor für Paläontologie und Historische Geologie. Von 1956 bis 1967 wirkte er als Direktor des Geologisch-Paläontologischen Instituts der Greifswalder Universität, als deren Rektor er von 1959 bis 1964 fungierte. Darüber hinaus war er von 1958 bis 1963 für den Kulturbund der DDR Abgeordneter im Bezirkstag des Bezirkes Rostock. Er wurde 1967 emeritiert und starb 1978 in Greifswald.

## Auszeichnungen
Hans Wehrli erhielt 1959 den Vaterländischen Verdienstorden in Silber und wurde 1964 von der Geologischen Gesellschaft in der DDR, die er von 1958 bis 1964 als erster Vorsitzender geleitet hatte, zum Ehrenmitglied ernannt.